# Hildegard Braukmann
Hildegard Braukmann (* 5. Dezember 1912 in Hamm, Westfalen; † 2. September 2001 in Burgwedel) war eine deutsche Kosmetikerin, Unternehmerin und Stifterin.

## Leben
Hildegard Braukmann machte sich 1935 in Berlin selbständig. Nach dem Zweiten Weltkrieg konnte Braukmann mit Genehmigung der Militärbehörden schon 1945 in Uslar ihr Gewerbe wieder aufnehmen. In der Hochphase des deutschen Wirtschaftswunders gründete sie 1962 in Großburgwedel das nach ihr benannte Hildegard Braukmann-Kräuterkosmetik-Unternehmen, das sie bis zu ihrem 78. Lebensjahr 1990 leitete.
Kurz zuvor gründete die Unternehmerin, gemeinsam mit ihrem Ehemann Albert Wittenberg, Ende der 1980er Jahre die mit einem Stiftungskapital von 30 Millionen Euro ausgestattete Braukmann-Wittenberg-Herz-Stiftung, die seitdem die Herz-Kreislauf-Forschung der Medizinischen Hochschule Hannover (MHH) unterstützt. Die bis dahin höchste Stiftungssumme für die MHH aus privater Hand wurde am 12. März 2003 während einer festlichen Präsentation der MHH vorgestellt.

## Ehrungen
Nach einem Ratsbeschluss vom 9. Dezember 1999 sollen zukünftige Benennungen von Straßen, Wegen, Plätzen und Brücken der niedersächsischen Landeshauptstadt Hannover überwiegend nach Frauen benannt werden, da mit Stand vom August 2011 von den 3486 Örtlichkeiten dieser Art in Hannover bisher nur 157 nach Frauen und 1208 nach Männern benannt wurden. Hildegard Braukmanns wurde als eine von zahlreichen weiteren vorgeschlagen, der eine entsprechende Örtlichkeit gewidmet werden könnte.